# Anémone Marmottan
Anémone Marmottan (Bourg-Saint-Maurice, 25 mei 1988) is een Franse voormalige alpineskiester.

## Carrière
Marmottan maakte haar wereldbekerdebuut in oktober 2008 tijdens de reuzenslalom in  Sölden. Ze stond nog nooit op het podium van een wereldbekerwedstrijd.
Op de Olympische Winterspelen 2010 nam ze deel aan de reuzenslalom. Na de eerste run stond ze op een 19e plaats. In de tweede run was Marmottan goed voor een 4e tijd, zodat ze in het eindklassement elfde eindigde. In 2014 kwalificeerde Marmottan zich opnieuw voor de Olympische winterspelen. Ze eindigde 8e op de reuzenslalom en 13e op de slalom.

## Resultaten

### Titels
Frans kampioene reuzenslalom – 2010

### Olympische Spelen
| Jaar | Plaats    | Resultaten                 |
| ---- | --------- | -------------------------- |
| 2010 | Vancouver | 11e Reuzenslalom           |
| 2014 | Sotsji    | 8e Reuzenslalom 13e Slalom |

### Wereldkampioenschappen
| Jaar | Plaats                 | Resultaten        |
| ---- | ---------------------- | ----------------- |
| 2011 | Garmisch-Partenkirchen | 14e Reuzenslalom  |
| 2013 | Schladming             | DNF1 Reuzenslalom |
| 2015 | Vail/Beaver Creek      | DNF1 Reuzenslalom |

### Wereldbeker

#### Eindklasseringen
| Seizoen   | Algm | SL  | RS  | SC  |
| --------- | ---- | --- | --- | --- |
| 2009/2010 | 70e  | 33e | 31e |     |
| 2010/2011 | 35e  | 44e | 11e | 43e |
| 2011/2012 | 58e  | -   | 18e | -   |
| 2012/2013 | 47e  | 44e | 18e | -   |
| 2013/2014 | 25e  | 42e | 6e  | -   |
| 2014/2015 | 71e  | -   | 26e | -   |
| 2015/2016 | 87e  | -   | 33e | -   |